# Kazimiera Rykowska
Kazimiera Rykowska z domu Sobocińska (ur. 27 marca 1933 w Rogienicach koło Łomży, zm. 28 lipca 2012 w Warszawie) – polska lekkoatletka, dyskobolka.

## Kariera
Zawodniczka klubów: CWKS Legia Warszawa i WKS Gwardia Warszawa. Olimpijka z Rzymu (1960). 7-krotna mistrzyni i 7-krotna rekordzistka kraju w rzucie dyskiem (do 53,90 w 1966).
Bez powodzenia startowała w zawodach rangi mistrzowskiej, ale uzyskiwała światowe wyniki, dostrzeżone przez pismo Track and Field News, w którego rankingu zajmowała 9. miejsce w 1959 i 7. – dwa lata później.